# 枝梗鞭菌属
枝梗鞭菌属是新美鞭菌门新美鞭菌科真菌的一属，为到目前为止发现最晚的一属，仅包含1种Cyllamyces aberensis。其学名来自威尔士语cylla（内脏）和古希腊语mykēs（真菌），指本属最早发现于英国威尔士，和新美鞭菌门其他属真菌一样为生活在食草动物消化道内的真菌。其特征是孢囊梗具分枝，故中文名为“枝梗鞭菌属”。本属后来在印度也有报道。